# José Porras
José Francisco Porras Hidalgo (Grecia, 1970. november 8. –) Costa Rica-i válogatott labdarúgókapus.

## Pályafutása

### Klubcsapatban
1989 és 1993 között a Herediano csapatában játszott. 1993 és 1994 között a Belén, 1994 és 1995 között a Puntarenas, 1995 és 1996 között a Carmelita kapuját őrizte. 1996-tól 2000-ig a Deportivo Saprissa kapusa volt, melynek tagjaként 1998-ban és 1999-ben bajnoki címet szerzett. 2000-től 2002-ig a Carmelitában védett. 2002 és 2008 között a Deportivo Saprissa játékosaként hat alkalommal nyert bajnokságot és bekerült a válogatott keretébe is. 2009-ben a Carmelita színeiben fejezte be a pályafutását.  

### A válogatottban
2004 és 2008 között 33 alkalommal szerepelt a Costa Rica-i válogatottban. Bemutatkozására 2002 novemberében került sor egy Ecuador elleni barátságos mérkőzés alkalmával. Részt vett a 2004-es Copa américán, a 2005-ös CONCACAF-aranykupán és a 2007-es CONCACAF-aranykupán. A 2006-os világbajnokságon a válogatott első számú kapusának számított és mindhárom csoportmérkőzésen kezdőként lépett pályára.

## Sikerei, díjai
Deportivo Saprissa
- Costa Rica-i bajnok (8): 1997–98, 1998–99, 2003–04, 2005–06, 2006–07, Invierno 2007, Verano 2008, Invierno 2008
- CONCACAF-bajnokok ligája győztes (1): 2005
- UNCAF-klubcsapatok kupája győztes (1): 2003
- FIFA-klubvilágbajnokság bronzérmes (1): 2005

Costa Rica
- UNCAF-nemzetek kupája győztes (2): 2005, 2007

## Külső hivatkozások
- José Porras adatlapja a National-Football-Teams.com oldalon (angolul)

- José Porras (angol nyelven). FootballDatabase.eu
- José Porras (német nyelven). kicker.de
- José Porras adatlapja a worldfootball.net oldalon (angolul)